# Club Sportivo Alba 2021-2022
Questa voce raccoglie le informazioni riguardanti il Club Sportivo Alba nelle competizioni ufficiali della stagione 2021-2022.

## Stagione
Nella stagione 2021-22 il Club Sportivo Alba assume la denominazione sponsorizzata di Tecnoteam Albese Volley Como.
Partecipa per la prima volta alla Serie A2 chiudendo il girone B della regular season di campionato al quarto posto in classifica; nei play-off promozione viene eliminata agli ottavi di finale dalla Academy Sassuolo.
Grazie al quinto posto in classifica al termine del girone di andata della regular season partecipa alla Coppa Italia di Serie A2 dove viene eliminata al primo turno dalla Futura Giovani.

## Organigramma
Area direttiva
- Presidente: Graziano Crimella
- Direttore sportivo: Gabriele Mozzanica
- Team Manager: Veronica Landoni
- Segreteria: Maurizia Riva

Area tecnica
- Allenatore: Cristiano Mucciolo
- Allenatore in seconda: David Cardinali
- Assistente allenatore: Massimo Monti

Area comunicazione
- Fotografo: Sandro Bertola

Area sanitaria
- Medico: Alessandro Cialfi
- Preparatore atletico: Matteo Ferrari
- Fisioterapista: Martina Crimella, Fabio Sarra

## Rosa
| N° | Nome               | Ruolo | Data di nascita   | Nazionalità sportiva |
| -- | ------------------ | ----- | ----------------- | -------------------- |
| 1  | Federica Ghezzi    | L     | 4 luglio 2000     | Italia               |
| 2  | Martina Veneriano  | C     | 3 marzo 1995      | Italia               |
| 3  | Anna Lualdi        | P     | 9 novembre 2000   | Italia               |
| 4  | Caterina Cialfi    | P     | 17 agosto 1995    | Italia               |
| 6  | Sara Scurzoni      | C     | 15 settembre 1999 | Italia               |
| 7  | Giulia De Nardi    | L     | 23 aprile 1994    | Italia               |
| 8  | Michela Gallizioli | C     | 6 luglio 1993     | Italia               |
| 9  | Alice Bocchino     | S     | 11 gennaio 1997   | Italia               |
| 10 | Carlotta Zanotto   | S     | 1º luglio 1993    | Italia               |
| 11 | Maria Oikonomidou  | O     | 18 agosto 1992    | Grecia               |
| 12 | Irene Baldi        | O     | 8 settembre 2000  | Italia               |
| 13 | Chiara Pinto       | S     | 10 maggio 1997    | Italia               |
| 15 | Silvia Mocellin    | C     | 8 giugno 2003     | Italia               |
| 17 | Alice Nardo        | S     | 15 dicembre 2002  | Italia               |

## Mercato
| Acquisti | Acquisti          | Acquisti       | Acquisti   |
| R.       | Nome              | da             | Modalità   |
| -------- | ----------------- | -------------- | ---------- |
| L        | Giulia De Nardi   | Mondovì        | definitivo |
| P        | Anna Lualdi       | Futura Giovani | definitivo |
| O        | Maria Oikonomidou | Maccabi Haifa  | definitivo |
| S        | Chiara Pinto      | CUS Torino     | definitivo |
| C        | Martina Veneriano | Futura Giovani | definitivo |

| Cessioni | Cessioni          | Cessioni         | Cessioni   |
| R.       | Nome              | a                | Modalità   |
| -------- | ----------------- | ---------------- | ---------- |
| C        | Beatrice Badini   | Arizona State    | definitivo |
| C        | Giorgia Castelli  | UYBA             | definitivo |
| O        | Valentina Facco   | Volta            | definitivo |
| S        | Angela Gabbiadini | Soverato         | definitivo |
| P        | Ginevra Mantovani | Concorezzo       | definitivo |
| L        | Elena Rolando     | Academy Sassuolo | definitivo |

## Risultati

### Serie A2

#### Girone di andata
| 1ª Giornata - 10 ottobre 2021 PalaScoppa, Soverato                       | Soverato   | 3 - 0 | Alba                 | 26-24, 25-18, 28-26               |
| 2ª Giornata - 17 ottobre 2021 PalaFrancescucci, Casnate con Bernate      | Alba       | 3 - 0 | Club Italia          | 25-19, 25-22, 25-13               |
| 3ª Giornata - 24 ottobre 2021 Palazzetto dello Sport, Lignano Sabbiadoro | Talmassons | 3 - 0 | Alba                 | 25-20, 25-20, 25-23               |
| 4ª Giornata - 31 ottobre 2021 PalaFrancescucci, Casnate con Bernate      | Alba       | 2 - 3 | Montecchio Maggiore  | 25-13, 23-25, 17-25, 25-17, 7-15  |
| 5ª Giornata - 3 novembre 2021 Palasport Città di Vicenza, Vicenza        | Vicenza    | 2 - 3 | Alba                 | 25-23, 25-17, 21-25, 24-26, 9-15  |
| 6ª Giornata - 7 novembre 2021 PalaFrancescucci, Casnate con Bernate      | Alba       | 3 - 0 | Modica               | 25-19, 25-9, 25-20                |
| 8ª Giornata - 17 novembre 2021 PalaFrancescucci, Casnate con Bernate     | Alba       | 2 - 3 | Pinerolo             | 17-25, 21-25, 25-19, 25-21, 18-20 |
| 9ª Giornata - 21 novembre 2021 PalaFrancescucci, Casnate con Bernate     | Alba       | 3 - 0 | Libertas Martignacco | 25-17, 25-22, 25-14               |
| 10ª Giornata - 28 novembre 2021 PalaManera, Mondovì                      | Mondovì    | 3 - 1 | Alba                 | 25-19, 28-26, 18-25, 25-16        |
| 11ª Giornata - 5 dicembre 2021 PalaFrancescucci, Casnate con Bernate     | Alba       | 3 - 0 | Sicilia              | 25-22, 25-19, 25-17               |

#### Girone di ritorno
| 12ª Giornata - 23 febbraio 2022 PalaFrancescucci, Casnate con Bernate        | Alba                 | 3 - 1 | Soverato   | 25-23, 21-25, 25-17, 25-22        |
| 13ª Giornata - 9 febbraio 2022 Centro Pavesi, Milano                         | Club Italia          | 2 - 3 | Alba       | 25-19, 19-25, 29-27, 20-25, 12-15 |
| 14ª Giornata - 9 gennaio 2022 PalaFrancescucci, Casnate con Bernate          | Alba                 | 1 - 3 | Talmassons | 25-23, 19-25, 23-25, 23-25        |
| 15ª Giornata - 16 gennaio 2022 PalaCollodi, Montecchio Maggiore              | Montecchio Maggiore  | 1 - 3 | Alba       | 16-25, 23-25, 25-22, 23-25        |
| 16ª Giornata - 16 febbraio 2022 PalaFrancescucci, Casnate con Bernate        | Alba                 | 3 - 2 | Vicenza    | 25-21, 20-25, 25-20, 21-25, 15-13 |
| 17ª Giornata - 29 gennaio 2022 PalaRizza, Modica                             | Modica               | 2 - 3 | Alba       | 22-25, 12-25, 25-18, 29-27, 9-15  |
| 19ª Giornata - 12 febbraio 2022 Palazzetto dello Sport, Villafranca Piemonte | Pinerolo             | 3 - 2 | Alba       | 21-25, 22-25, 25-9, 25-20, 15-7   |
| 20ª Giornata - 20 febbraio 2022 Palazzetto dello Sport, Martignacco          | Libertas Martignacco | 1 - 3 | Alba       | 18-25, 25-14, 18-25, 20-25        |
| 21ª Giornata - 27 febbraio 2022 PalaFrancescucci, Casnate con Bernate        | Alba                 | 0 - 3 | Mondovì    | 20-25, 15-25, 21-25               |
| 22ª Giornata - 6 marzo 2022 PalaCatania, Catania                             | Sicilia              | 0 - 3 | Alba       | 23-25, 17-25, 19-25               |

#### Play-off promozione
| Ottavi di finale (gara 2) - 20 marzo 2022 Palestra Santissima Consolata, Sassuolo | Academy Sassuolo | 3 - 1 | Alba             | 15-25, 25-17, 25-15, 25-10 |
| Ottavi di finale (gara 1) - 23 marzo 2022 PalaFrancescucci, Casnate con Bernate   | Alba             | 1 - 3 | Academy Sassuolo | 17-25, 25-18, 27-29, 20-25 |

### Coppa Italia di Serie A2
| Ottavi di finale - 13 dicembre 2021 PalaBorsani, Castellanza | Futura Giovani | 3 - 0 | Alba | 25-18, 25-21, 25-14 |

## Statistiche

### Statistiche di squadra
| Competizione             | Punti | In casa | In casa | In casa | In trasferta | In trasferta | In trasferta | Totale | Totale | Totale |
| Competizione             | Punti | G       | V       | P       | G            | V            | P            | G      | V      | P      |
| ------------------------ | ----- | ------- | ------- | ------- | ------------ | ------------ | ------------ | ------ | ------ | ------ |
| Serie A2                 | 35    | 11      | 6       | 5       | 11           | 6            | 5            | 22     | 12     | 10     |
| Coppa Italia di Serie A2 | -     | 0       | 0       | 0       | 1            | 0            | 1            | 1      | 0      | 1      |
| Totale                   | -     | 11      | 6       | 5       | 12           | 6            | 6            | 23     | 12     | 11     |

G = partite giocate; V = partite vinte; P = partite perse 

### Statistiche dei giocatori
| Giocatore      | Serie A2 | Serie A2 | Serie A2 | Serie A2 | Serie A2 | Coppa Italia di Serie A2 | Coppa Italia di Serie A2 | Coppa Italia di Serie A2 | Coppa Italia di Serie A2 | Coppa Italia di Serie A2 | Totale | Totale | Totale | Totale | Totale |
| Giocatore      | P        | PT       | AV       | MV       | BV       | P                        | PT                       | AV                       | MV                       | BV                       | P      | PT     | AV     | MV     | BV     |
| -------------- | -------- | -------- | -------- | -------- | -------- | ------------------------ | ------------------------ | ------------------------ | ------------------------ | ------------------------ | ------ | ------ | ------ | ------ | ------ |
| I. Baldi       | 20       | 54       | 38       | 8        | 8        | 1                        | 0                        | 0                        | 0                        | 0                        | 21     | 54     | 38     | 8      | 8      |
| A. Bocchino    | 6        | 0        | 0        | 0        | 0        | 1                        | 0                        | 0                        | 0                        | 0                        | 7      | 0      | 0      | 0      | 0      |
| C. Cialfi      | 22       | 71       | 35       | 19       | 17       | 1                        | 1                        | 1                        | 0                        | 0                        | 23     | 72     | 36     | 19     | 17     |
| G. De Nardi    | 22       | 0        | 0        | 0        | 0        | 1                        | 0                        | 0                        | 0                        | 0                        | 23     | 0      | 0      | 0      | 0      |
| M. Gallizioli  | 22       | 220      | 183      | 27       | 10       | 1                        | 8                        | 7                        | 1                        | 0                        | 23     | 228    | 190    | 28     | 10     |
| F. Ghezzi      | 2        | 0        | 0        | 0        | 0        | 0                        | 0                        | 0                        | 0                        | 0                        | 2      | 0      | 0      | 0      | 0      |
| A. Lualdi      | 2        | 1        | 1        | 0        | 0        | 0                        | 0                        | 0                        | 0                        | 0                        | 2      | 1      | 1      | 0      | 0      |
| S. Mocellin    | 2        | 3        | 2        | 1        | 0        | -                        | -                        | -                        | -                        | -                        | 2      | 3      | 2      | 1      | 0      |
| A. Nardo       | 20       | 217      | 184      | 19       | 14       | 1                        | 0                        | 0                        | 0                        | 0                        | 21     | 217    | 184    | 19     | 14     |
| M. Oikonomidou | 21       | 214      | 167      | 28       | 19       | 1                        | 4                        | 3                        | 1                        | 0                        | 22     | 218    | 170    | 29     | 19     |
| C. Pinto       | 22       | 154      | 137      | 9        | 8        | 1                        | 7                        | 7                        | 0                        | 0                        | 23     | 161    | 144    | 9      | 8      |
| S. Scurzoni    | 4        | 2        | 2        | 0        | 0        | 0                        | 0                        | 0                        | 0                        | 0                        | 4      | 2      | 2      | 0      | 0      |
| M. Veneriano   | 22       | 191      | 126      | 52       | 13       | 1                        | 8                        | 7                        | 1                        | 0                        | 23     | 199    | 133    | 53     | 13     |
| C. Zanotto     | 22       | 247      | 224      | 17       | 6        | 1                        | 8                        | 8                        | 0                        | 0                        | 23     | 255    | 232    | 17     | 6      |

P = presenze; PT = punti totali; AV = attacchi vincenti; MV = muri vincenti; BV = battute vincenti